# Сульфогерманати
Су́льфогермана́ти (рос. сульфогерманаты, англ. sulphogermanates, нім. Sulfogermanate n pl) — рідкісні мінерали класу сульфосолей — сполуки металів з сіркою і радикалом [GeS4] (напр., аргіродит — Ag8[GeS6]).